# Bezirksschule Muri
Die Bezirksschule Muri wurde 1842 gegründet. Heute bereitet sie als Kreisschule hauptsächlich auf weiterführende Schulen wie Gymnasium, Fach-, Wirtschafts-, Informatikmittelschule oder eine Berufsmaturitätsschule vor. Unterrichtet werden die Schüler von einem Kollegium aus Fachlehrpersonen.

## Geschichte
Ursprünglich besass der Bezirk Muri keine öffentliche Lehranstalt, welche Sekundar- und Mittelschulbildung vermittelte. Seit Jahrhunderten diente allerdings die Klosterschule Muri der Mittelschulbildung. Als sich nach heftigen Auseinandersetzungen 1834 der Bezirksschulrat erneuerte, wurde der Arzt, Bezirksgerichtsschreiber und spätere Bezirksamtmann von Muri Josef Leonz Weibel (1805–1865) als Präsident des Rates gewählt.
Im Zuge des neu erlassenen Schulgesetzes lehnte der Regierungsrat am 7. Oktober 1835 das Gesuch um die Weiterführung der Klosterschule Muri endgültig ab. Am 30. Oktober 1835 sicherte die Regierung der neugegründeten Schule den Staatsbeitrag zu. Nachdem die Gemeinderäte von Beinwil, Bünzen, Boswil, Aristau, Besenbüren und allen voran Muri sich gegen das Schulprojekt gestellt hatten, verfasste Augustin Keller 1836 einen Bericht zuhanden des Regierungsrates, der jedoch keine Lösung im Konflikt brachte. Erst der Aargauer Klosterstreit und damit die Klosteraufhebung im Januar 1841 machte den Weg frei für die Gründung einer Bezirksschule in Muri.
Im Dezember 1842 fiel der Beschluss zur Gründung der Bezirksschule Muri, womit eine neue Ära im politischen Leben des oberen Freiamts begann. Ende Januar 1843 unterbreitete die Baukommission dem Kantonsschulrat den Plan, die Räumlichkeiten im Südflügel des Klosters als Schulzimmer herzurichten. Am 22. März 1844 erliess der Grosse Rat das Dekret über die Vermögensliquidation der aufgehobenen Klöster Muri und Wettingen. Das Vermögen sollte zum Teil für die vorgesehene Bezirksschule verwendet werden.
Am 3. April 1843 wählte die Regierung als Lehrer und Rektor Joseph Wendolin Straub sowie den bisherigen Direktor des luzernischen Lehrerseminars Niklaus Rietschi (1798–1875). Weitere Lehrer waren Georg Wilhelm Strauch und Franz Konrad Wagner aus Wattwil, früherer Oberlehrer in Luzern. Rietschi und Wagner wurden bald durch Jakob Oftringer aus Zurzach und Joseph Näf aus Schönenwerd ersetzt. Als Hilfslehrer für Zeichnen und Schönschreiben wurde Johann Heinrich Triner (1796–1873) gewählt, der Sohn des Landschaftszeichners Josef Franz Xaver Leontius Triner (1767–1824). Der Kaplan Friedrich Gilg in Merenschwand übernahm provisorisch den Religionsunterricht und der Musiklehrer Daniel Elster aus Bremgarten den Gesangs- und Musikunterricht.
Die Lehrer waren in der Mehrzahl Katholiken, standen jedoch politisch ausnahmslos auf der Seite der Radikalliberalen. Der Kantonsschulrat wählte Josef Leonz Weibel im März 1843 zum Präsidenten der Bezirksschulpflege. Bis zu seinem Tod vereinigte Weibel die drei Ämter des Bezirksamtmannes, des Präsidenten des Bezirksschulrates und der Bezirksschulpflege in seiner Hand. Am 1. Mai 1843 fanden die ersten Aufnahmeprüfungen statt. Eine Woche später wurde die Schule feierlich eröffnet.
Annähernd 135 Jahre blieb die Bezirksschule Muri eine Staatsanstalt und war nicht wie sonst im Kanton Aargau üblich einem Gemeindeverband unterstellt. Die Anstalt wurde mit dem Beschluss vom 15. September 1976 aufgehoben und am 1. Januar 1978 mit dem in Kraft getretenen Grossratsdekret über die Neuregelung der Trägerschaft der Bezirksschule Muri neu aufgestellt. Infolgedessen zog die heutige Kreisbezirksschule 1985 aus dem Klostergebäude aus und befindet sich seither an der Talstrasse 1 in Muri.